# Marco Amelia
Marco Amelia (Frascati, 2 april 1982) is een Italiaans doelman in het betaald voetbal. Hij keepte op 16 november 2005 zijn eerste interland voor het Italiaans voetbalelftal, tegen Ivoorkust.

## Clubcarrière
Amelia vertrok naar Genoa CFC na één seizoen bij US Città di Palermo. Palermo ruilde hem in augustus 2009 één-op-één werd met Genoa-doelman Rubinho. Daarvoor stond hij onder contract bij Livorno Calcio.  AC Milan huurde hem in juni 2010 van Genoa CFC en kreeg daarbij een optie om een deel van zijn transferrechten aan te kopen. Amelia speelde tot 2014 bij Milan. Vervolgens speelde hij in 2014 een wedstrijd voor Rocca Priora, en in 2015 eerst een wedstrijd voor Perugia Calcio en stond hij ook kort onder contract bij AS Lupa Castelli Romani.

## Interlandcarrière
Amelia maakte deel uit van de Italiaanse selectie voor het WK voetbal 2006. Hij nam met het Italiaans olympisch voetbalelftal deel aan de Olympische Spelen van 2004 in Athene. Daar won de ploeg onder leiding van bondscoach Claudio Gentile de bronzen medaille door Irak in de troostfinale met 1-0 te verslaan.
| WK-statistieken | Club    | Positie | W |   |   | D | A |   |   |   |
| --------------- | ------- | ------- | - | - | - | - | - | - | - | - |
| WK voetbal 2006 | Livorno | Doelman | 0 | 0 | 0 | 0 | 0 | 0 | 0 | 0 |

## Statistieken
| seizoen | club              | land              | competitie     | duels | goals |
| ------- | ----------------- | ----------------- | -------------- | ----- | ----- |
| 2001/02 | AS Livorno Calcio | Vlag van Italië   | Serie C        | 1     | 0     |
| 2002/03 | AS Livorno Calcio | Vlag van Italië   | Serie B        | 35    | 0     |
| 2003/04 | → US Lecce        | Vlag van Italië   | Serie A        | 13    | 0     |
| 2004/05 | AS Livorno Calcio | Vlag van Italië   | Serie A        | 31    | 0     |
| 2005/06 | AS Livorno Calcio | Vlag van Italië   | Serie A        | 36    | 0     |
| 2006/07 | AS Livorno Calcio | Vlag van Italië   | Serie A        | 30    | 0     |
| 2007/08 | AS Livorno Calcio | Vlag van Italië   | Serie A        | 33    | 0     |
| 2008/09 | US Palermo        | Vlag van Italië   | Serie A        | 34    | 0     |
| 2009/10 | Genoa CFC         | Vlag van Italië   | Serie A        | 30    | 0     |
| 2010/11 | AC Milan          | Vlag van Italië   | Serie A        | 5     | 0     |
| 2011/12 | AC Milan          | Vlag van Italië   | Serie A        | 4     | 0     |
| 2012/13 | AC Milan          | Vlag van Italië   | Serie A        | 11    | 0     |
| 2013/14 | AC Milan          | Vlag van Italië   | Serie A        | 5     | 0     |
| 2014/15 | Perugia           | Vlag van Italië   | Serie B        | 1     | 0     |
| 2015/16 | Chelsea FC        | Vlag van Engeland | Premier League | 0     | 0     |
|         |                   |                   | Totaal         | 269   | 0     |